# Colo Colo (personaje)

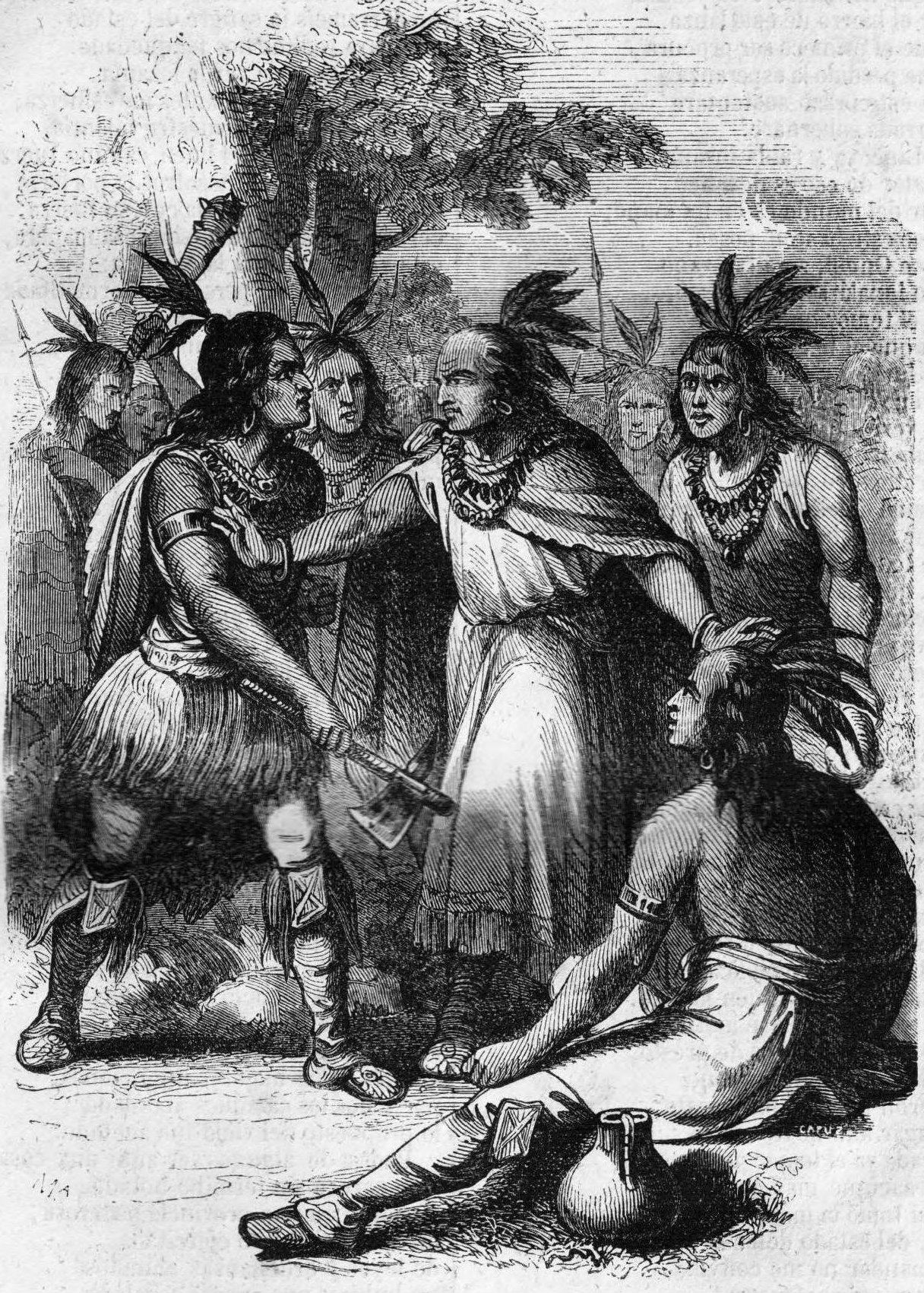
El lonco Colo Colo (al centro) media una discordia entre los otros loncos.

Colo Colo o Colocolo (de un nombre en mapudungún para una especie de «gato montés») es un sabio (kimche) y  lonco mapuche durante el primer período de la Guerra de Arauco en la región de la actual república de Chile. Se le menciona como un cacique de gran fuerza física en la obra de Gerónimo de Bibar y como un cacique influyente y experimentado en la de Alonso de Góngora y Marmolejo. Es conocido por ser una figura importante en el poema épico de Alonso de Ercilla y Zúñiga: La Araucana, acerca de la primera fase de la Guerra de Arauco. En el poema, es Colo Colo quien propuso una contienda entre los candidatos rivales para elegir al Toqui mapuche (líder para guiarlos en la guerra) que resultó en la elección del guerrero weichafe mapuche Caupolicán.

## Importancia
Dentro de la obra épica La Araucana, escrita por don Alonso de Ercilla, Colo Colo tiene un paralelo con el anciano Néstor entre los héroes de La Iliada.

## Nombre incompleto
Según académicos mapuches es probable que el nombre esté incompleto ya que en lengua mapuche los nombres eran siempre un sustantivo y un adjetivo, como Traro del lago, Puma azul, etc. Si bien Colocolo es el nombre de un felino andino, debería tener el apodo o característica distintiva. Probablemente Ercilla desconocía esta situación.

## En la historia
Colo Colo habría nacido hacia 1490 según algunos historiadores cerca del valle vecino a Cañete (Región del Bío-Bío, Chile). Intervino en los primeros alzamientos contra los españoles y, a pesar de ser un hombre en plena madurez, acompañó en sus campañas a Lautaro, a Fresia y a Caupolicán, a quienes sobrevivió.
El cacique Colo Colo tenía la cabeza redonda y pelo blanquecino, tieso y corto. Sus ojos, pequeños y vivos, parecían traspasar a sus interlocutores y le ayudaban a imponerse a los otros caudillos, junto con su gran capacidad de oratoria. Cuando se presentaba a parlamentar, siempre lo hacía cubriéndose con un largo poncho y con una rama de canelo en sus manos, símbolo de su autoridad.
Colo Colo en 1553, cuando era un anciano de gran popularidad entre los mapuches, los organizó para que estos eligieran un jefe militar capaz de revertir las derrotas iniciales ante los españoles en el marco de la guerra de Arauco. También trató de disminuir las rivalidades internas que existían entre los mapuches.
Por su parte, narra Ercilla que siendo Colo Colo ya mayor, propuso en una reunión de jefes que se erigiese como toqui al que fuera capaz de llevar por mayor tiempo un grueso tronco de árbol sobre sus hombros.
Parece que Colo Colo sí era un notable orador, ya que logró convencer a sus colegas de la conveniencia de recurrir a tan extraña manera de elegir un jefe, aunque obviamente era una estrategia para darle tiempo a Caupolicán para llegar a la elección. Después de que varios de los caciques hicieron sus demostraciones de fuerza con un tronco al hombro, apareció Caupolicán, que anduvo nada menos que dos días y dos noches con el madero a cuestas, por lo que fue elegido toqui.
Años más tarde, luego de la muerte de Lautaro (1557) y Caupolicán (1558), los mapuches convirtieron a Colo Colo en su líder. Derrotado por los conquistadores, se rinde y firma la paz con el español García Hurtado de Mendoza en 1559, constituyéndose en el primer tratado escrito entre ellos. Se alzó de nuevo dos años más tarde dándosele por muerto en 1560, en la batalla de Quipeo. Sin embargo, Alonso de Góngora y Marmolejo en su Historia de todas las cosas acaecidas en el reino de Chile y de los que lo han gobernado, desde su descubrimiento, hasta el año 1575 lo menciona en la insurrección de 1563, presentándose ante el fuerte de Arauco, defendido por Pedro de Villagra y por don Lorenzo Bernal del Mercado. El valor de la obra de Góngora es que fue soldado en la época de estos sucesos, al igual que Ercilla, estando presente en el suplicio de Caupolicán y otros hechos destacados.
Otro soldado, el cronista Gerónimo de Vivar en su obra Crónica y relación copiosa y verdadera de los reinos de Chile terminada en 1558, nos habla de que Colo Colo era un jefe joven, señor de seis mil guerreros, y que compitió en la famosa elección del tronco, de la cual Ercilla también hace referencia.
Durante el gobierno de Rodrigo de Quiroga, se alcanzó una tregua parcial entre los españoles y Colo Colo. Según Vicente Carvallo Génico, este trato con los españoles era recordado por los mapuches, años después de la muerte del indio Colo Colo.

“Cuando los españoles saben la Resurrección del gran Colo Colo, en acciones ocurridas en los pajonales de Lumaco, en el mes de abril de 1565, y de su entierro con el gran llanto del pueblo allí, en lo que hoy conocemos como Piedra Santa, río abajo en las riberas del Purén; se preparan las huestes invasoras por casi tres años asaltar las fortalezas inexpugnables de la raza indómita y puedes ver que logran llegar al ex fuerte o Casa vieja, llamada así por haber sido fundado por orden de Valdivia y desde allí proyectan las acciones sobre las actuales “vegas” antes llamadas Pajonales de Lumaco”.

### Reconocido como sabio
En síntesis, Colo Colo es reconocido como un venerable lonco destacado por sus sabios y prudentes consejos en tiempo de paz y acertadas propuestas y estrategias en tiempos de guerra, quien logró reunir a los dispersos clanes mapuches en torno a la rebelión contra los colonizadores españoles, dando una dura batalla en la que logró triunfos importantes entre los que sobresalen la batalla de Tucapel, el 25 de 12-1553), en donde junto a Lautaro y Caupolicán propinaron una feroz y definitiva derrota a Pedro de Valdivia y el asalto a Concepción, en donde ColoColo saqueó e incendió la ciudad, haciendo huir despavoridos a los españoles, la paz circunstancial con García Hurtado de Mendoza, en 1559, las victorias sobre las huestes de Francisco de Villagra, a quién sobrevivió tras su muerte en 1562. Una nueva rebelión general (1563) mandando ahora el nuevo gobernador —y primo de Francisco de Villagra— Pedro de Villagra, a quién puso cerco en el reconstruido fortín de Arauco y a la ciudad de Angol, en dos ocasiones, el 3 de febrero de 1563, por varios días, y el 14 de abril del mismo año. Luego firmó esta tregua (paz pasajera) con Rodrigo de Quiroga, nuevo gobernador de Chile, que duró hasta la muerte del jefe mapuche en abril de 1565 demostrando el respeto de su pueblo ante su estrategia.

## En la Marina de Chile

### Goleta Colo Colo
La Goleta Colo Colo, fue el primer barco de guerra chileno que visitó la Isla de Pascua en 1850.

### Torpedera Colo Colo
La torpedera «Colo Colo» fue una lancha torpedera de la Marina de Chile durante la Guerra del Pacífico que fue transportada en un vagón de ferrocarril, en el puerto de Ilo de la costa peruana, hasta el puerto de Puno, en el Lago Titicaca y después los ingenieros y mecánicos chilenos la rearman para lanzarla al agua.
Así inicia diversos patrullajes, constituyéndose en el primer buque de guerra extranjero en navegar en el Titicaca y el primer buque de guerra chileno, que surca las aguas más altas del mundo.
En el sitio oficial de la Armada de Chile hay un registro para la «Colo Colo», en el cual en parte se indica que fue construida por astilleros Yarrow of Poplar, Isla de los Perros, en el río Támesis, Londres. Llegó a Chile encajonada por partes, siendo armada en 1880 (en plena guerra), en Valparaíso. Tenía las dimensiones apropiadas para ser izada por los buques de la Escuadra y transportada a las áreas de operaciones. La proa estaba reforzada, de modo que podía embestir una embarcación de igual porte o un poco mayor. Se podía transformar en una embarcación de transporte de pasajeros.

### Remolcador Colo Colo
Otro barco con el nombre del sabio mapuche fue el Remolcador Colo Colo Construido en los astilleros Bow McLachland & Co., Cowes, Escocia, de acuerdo a contrato de 14 de marzo de 1929.
Incorporado al servicio el 26 de noviembre de 1931.Prestó útiles servicios en la Zona Sur.
En 1971 se le reacondicionó, cambiándose su máquina de vapor a diésel.Por Res. C.J.A. N 4281/3 de 3 de diciembre de 1987, fue destinado a museo en Punta Arenas.

### Remolcador Colo Colo (1972)
El Remolcador Colo Colo fue la quinta nave de la Armada de Chile con ese nombre. Clase Smith 1.104 D. Fue dquirido a la Sociedad Naviera Ultragas Ltda.
Incorporado al servicio el 31 de agosto de 1992 de acuerdo a Resolución C.J.A. Res. 4520/B-693 de 14 de agosto de 1992. Dado de baja del servicio el 10 de enero de 1999.

## En el deporte

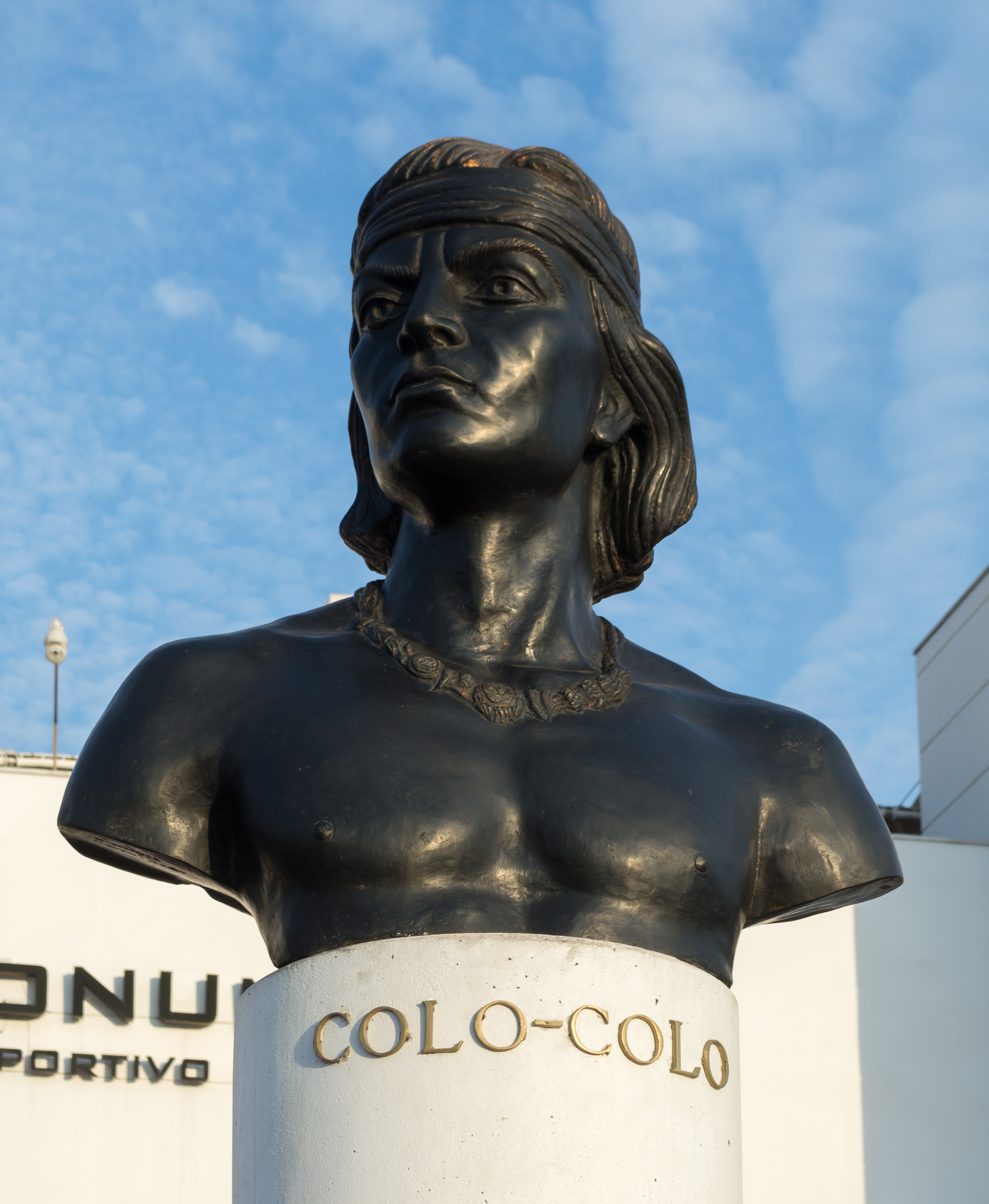
Busto de Colo Colo frente al Estadio Monumental.

El Club Social y Deportivo Colo-Colo es una institución dedicada al fútbol profesional con base en la ciudad de Santiago, Chile. Fue fundado el 19 de abril de 1925 por un grupo de exfutbolistas del Club Social y Deportivo Magallanes, liderados por David Arellano. Desde 2005 es administrado por la sociedad anónima Blanco y Negro S.A. bajo un sistema de concesión.
Los colores que identifican al club son el blanco y el negro, los cuales utiliza en su uniforme desde su fundación. En lo que respecta a su escudo, ha mantenido los colores de la bandera de Chile y a inicios de los años 1950 incorporó la figura de un mapuche como emblema de la institución
En Brasil, un equipo de fútbol tomó prestado el nombre del club chileno, su nombre es Colo Colo de Futebol e Regatas, y tiene sede en Ilhéus, Bahia.

## En la astronomía
El 18 de julio de 1968, el astrónomo chileno Carlos Torres descubrió un asteroide, al que llamó (1973) Colocolo.

## En la imprenta
La imprenta de Colo Colo operó en Santiago de Chile durante el año 1839. Podría reconocerse esta institución como la primera portadora del nombre de Colo Colo en la historia republicana chilena.